# Universitat de Stony Brook
La Universitat de Stony Brook (Stony Brook University), oficialment la Universitat Estatal de Nova York a Stony Brook, és una universitat pública de recerca amb seu a Stony Brook. Juntament amb la Universitat de Buffalo, és una de les dues institucions insígnia de la Universitat Estatal de Nova York. El seu campus consta de 213 edificis distribuïts per una superfície de més de 588 hectàrees al comtat de Suffolk, cosa que en fa la universitat pública més extensa de l'estat de Nova York.
Fou fundada el 16 de setembre del 1957 a Oyster Bay com a Col·legi de la Universitat Estatal a Long Island i es traslladà a Stony Brook el 1962. El 2001 fou elegida per formar part de l'Associació d'Universitats Americanes, un grup selecte d'universitats de recerca punteres a Nord-amèrica. Així mateix, forma part de la Universities Research Association, una organització més àmplia. Es classifica com a «R1: Universitats doctorals — Activitat de recerca molt intensa».
Gestiona el Laboratori Nacional de Brookhaven, un laboratori nacional del Departament d'Energia dels Estats Units, en col·laboració amb Battelle. La universitat adquirí terra per a un Parc de Recerca i Desenvolupament adjacent al seu campus principal el 2004 i té quatre vivers d'empreses a la regió. Té un impacte positiu de 7.230 milions de dòlars sobre l'economia de Long Island. Inverteix més de 230 milions a l'any en recerca. És el primer ocupador radicat en una sola ubicació de Long Island. Hi estudien 25.500 alumnes, hi treballen més de 1.500 persones i hi ensenyen més de 2.850 professors.
A maig del 2022, entre els professors i els antics alumnes de Stony Brook hi havia set guardonats amb el Premi Nobel, dos guanyadors del Premi Abel, com a mínim cinc multimilionaris, dos guanyadors del Premi Pulitzer i cinc guanyadors de la Medalla Fields, cosa que la situa en setè lloc entre les universitats estatunidenques.
Els seus equips d'esport interuniversitari han competit en la Divisió I de l'NCAA des del 1999 com els Seawolves. Ingressà a la Colonial Athletic Association l'1 de juliol del 2022 després de competir com a membre de l'America East Conference des del 2001.